# Барри, Венди
Ве́нди Ба́рри (англ. Wendy Barrie; 18 апреля 1912, Британский Гонконг — 2 февраля 1978, Дом актёров Лилиан Бут, Нью-Джерси) — британо-американская актриса театра и кино. С 1942 года стала натурализованным американским гражданином.

## Ранние годы
Маргарита Венди Дженкинс (англ. Marguerite Wendy Jenkins) родилась в Гонконге, в семье англичан. Её отец, Ф. С. Дженкинс, был успешным юристом и королевским адвокатом. Она получила образование в монастырской школе Англии и в высшей школе в Швейцарии.
Ещё в подростковом возрасте начала карьеру актрисы, чему способствовала её внешность — рыжевато-золотистые волосы и голубые глаза. Взяла сценический псевдоним Венди Барри в честь девочки Венди из книг о Питере Пэне: их автор, Джеймс Барри, был её крёстным отцом. Свою актёрскую карьеру она начала в английском театре.

## Карьера в кино
В 1932 году состоялся её дебют в фильме «Потоки». Она снялась в нескольких лондонских фильмах братьев Корда, Александром и Золтаном, самым известным из них стал «Частная жизнь Генриха VIII» (1933), в котором она играла роль Джейн Сеймур.
В 1934 году она заключила контракт с «Fox Film Corporation», а также снялась в фильме «Свобода морей» (1934), который снимался в Британии под руководством Скотта Дарлинга. В следующем году она переехала в Соединённые Штаты, где снялась с романтической комедии «Fox» «Этот маленький мир» (1935) вместе со Спенсером Трейси, затем был фильм «Очарован тобой» (1936) с Лоуренсом Тиббеттом, далее последовал фильм «Скорость» (1936) с Джеймсом Стюатом, для компании «MGM». В 1939 году она снялась с Ричардом Грином и Бэзилом Рэтбоуном в фильме «Собака Баскервилей» для компании «20-й век Фокс», и с Люсиль Болл в фильме «Пятеро вернувшихся назад» (1939) для «RKO Pictures». В начале 1940-х годов снялась в фильмах об авантюристе Геи Лоуренсе, по прозвищу Сокол, и о воре, который одновременно был сыщиком-любителем Саймоне Тэмплере, по прозвищу Святой. Все эти роли исполнил актёр Джордж Сандерс. Последнюю роль она сыграла в фильме «Это должно случиться с вами» (1954).

## Радио
Барри была участником «Шоу Джека Хейли» на канале NBC (1937—1938) и CBS (1938—1939). Также работала ассистентом программы «Звезда для ночи» (англ. Star for a Night) в Синей сети (1943—1944), и была одним из ведущих в телевикторине «Открыть и забрать» (англ. Detect and Collect) на CBS (1949) и ABC (1945—1946). В 1956 году у неё было собственное шоу «Шоу Венди Барри» на канале WMGM в Нью-Йорке. Она также организовала широко синдицированное радиоинтервью в середине 1960-х годов.

## Телевидение

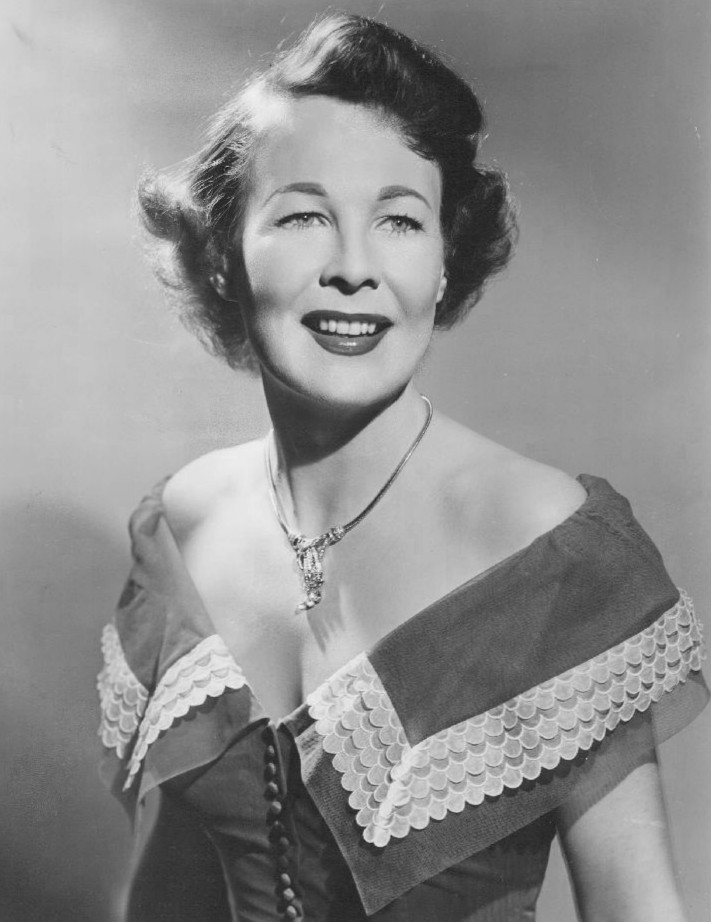
Промо-фото к «Шоу Венди Барри», 1950 год.

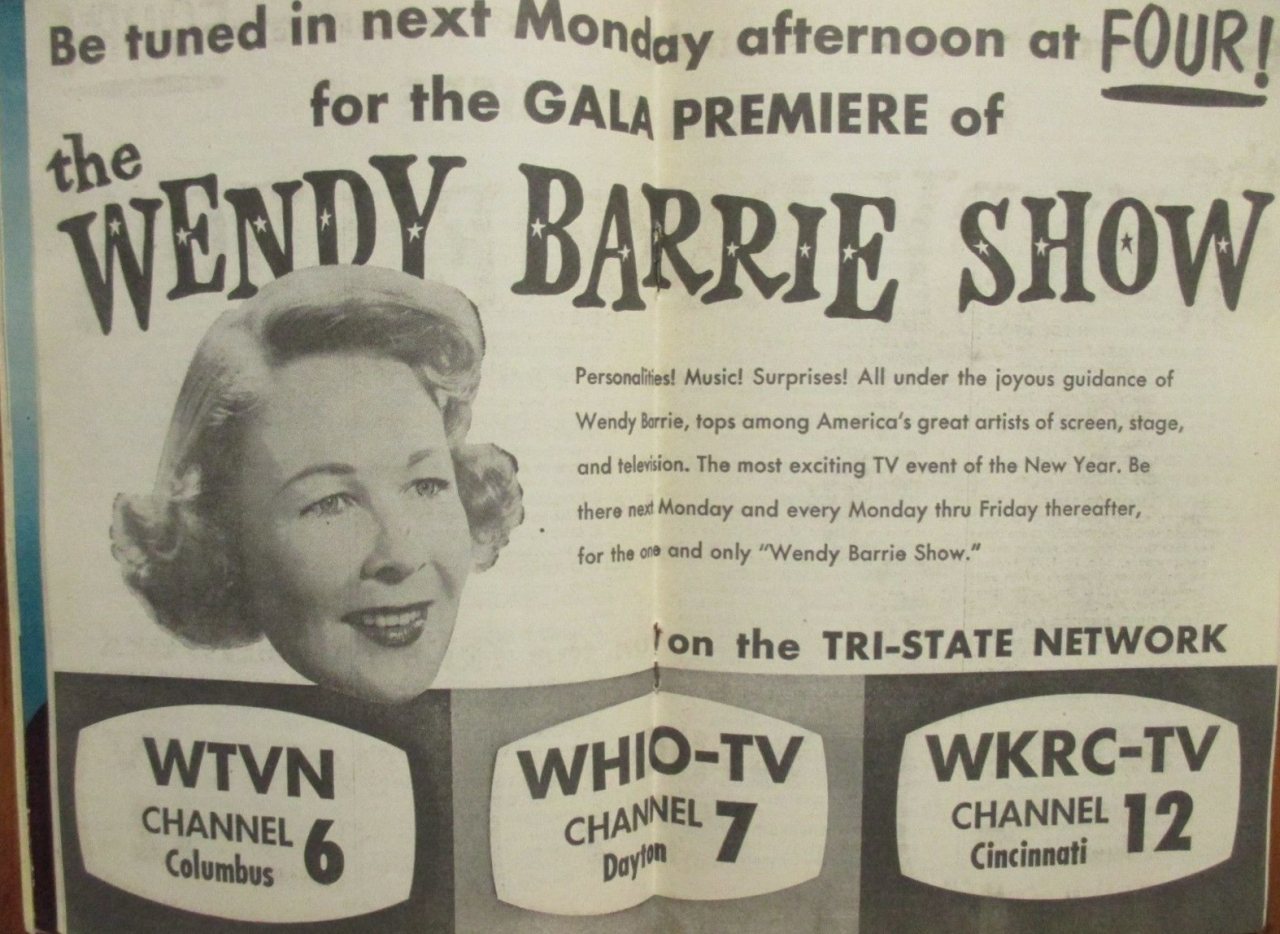
Реклама для премьерного показа нового «Шоу Венди Барри».

Оценив перспективы развития телевидения, стала сниматься только в телевизионных фильмах. С 17 ноября 1948 по 9 февраля 1949 гг. Барри снималась в сериале «Эта картина» на канале NBC. В 1948-49 годах на канале DuMont Television Network организовала комедию для детей с участием ковбоя-марионетки под названием «Приключения Оки-Доки».
Тем не менее, она лучше всего запомнилась американской аудитории в качестве ведущей одного из первых телевизионных ток-шоу «Шоу Венди Барри», которое дебютировало в ноябре 1948 года на канале ABC, а затем на DuMont и NBC. Последний выпуск шоу — сентябрь 1950. (В других источниках утверждается, что программа дебютировала 14 марта 1949, и даже 10 ноября 1948 года на канале NBS.)
Барри была создателем программы «Звёзды в хаки и голубом» в прайм-тайм шоу талантов для военнослужащих, который транслировался на телеканале NBC с 13 по 27 сентября 1952 года. В начале 1950-х годов она продолжала появляться на телевидении в различных шоу в разных качествах: как приглашённая звезда, а также как первый продавец косметической продукции «Revlon» — в первые месяцы выхода в эфир шоу «Вопрос на $64 000». Её реклама губной помады «Living Lipstick» показала, что продукт продаётся по всей стране. Свою карьеру на телевидении Барри продолжила на местном телевидении в Нью-Йорке.
В 1953 году три телевизионные станции принадлежащие Taft Broadcasting и Cox Communications создали Tri-State Network, чтобы конкурировать с развлекательными каналами выпускаемыми Crosley Broadcasting Corporation на телевизионных станциях в Цинциннати, Колумбусе, Дейтоне, Огайо. 11 января 1954 года состоялась премьера нового «Шоу Венди Барри» от студии WHIO-TV в Дейтоне, с дублированием от Taft на каналах WKRC-TV в Цинциннати и WSYX (сейчас WSYX) в Коламбусе.
Контракт с Венди Барри был расторгнут в октябре 1954 года.

## Признание
За всю свою карьеру Барри снялась в более чем 15 фильмах в Великобритании, и в более чем 30 фильмах в Голливуде. Вклад Барри в киноиндустрию был отмечен звездой на Голливудской «Аллее Славы», которая находится на пересечении Голливудского бульвара и Вайн-стрит, её номер 1708. Церемония открытия звезды состоялась 8 февраля 1960 года.
Венди Барри отдавала много сил и времени на благотворительность. На различных благотворительных мероприятиях часто выступала в качестве приглашённого докладчика совершенно бесплатно.

## Личная жизнь
Была замужем за актёром Дэвидом Мейером, детей у них не было.
В конце 1930-х у неё начался роман с известным гангстером Багси Сигелом.

## Последние годы
В середине 1970-х она перенесла инсульт, из-за чего осталась практически беспомощной. Последние годы жизни провела в доме престарелых в Энглвуде, штат Нью-Джерси.
Скончалась 2 февраля 1978 года в возрасте 65 лет, похоронена на кладбище Кенсико в городе Валгалла, штат Нью-Йорк.

## Фильмография

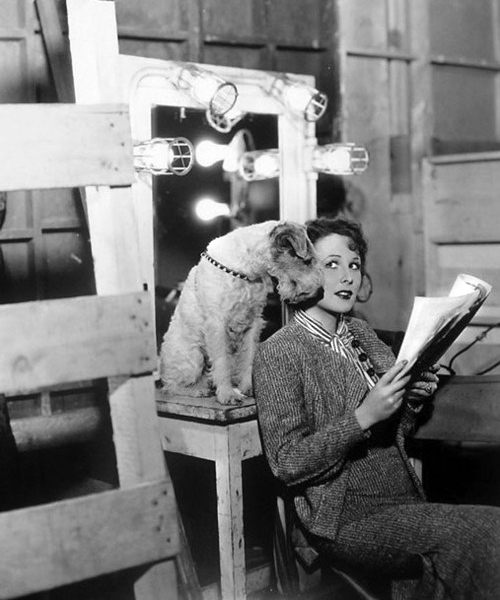
Венди Барри и Скиппи в фильме «Этот маленький мир» (1935).

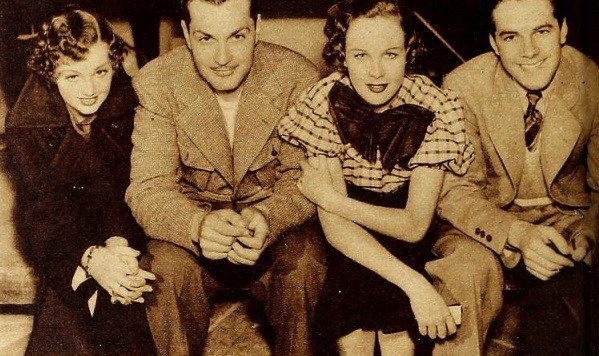
Кадр из фильма «Скандал в колледже» (1935), слева направо: Арлин Джадж, Кент Тейлор, Венди Барри и Даунс, Джонни.

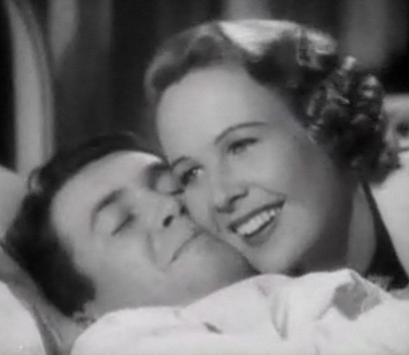
С Джеймсом Стюартом в фильме «Скорость» (1936).

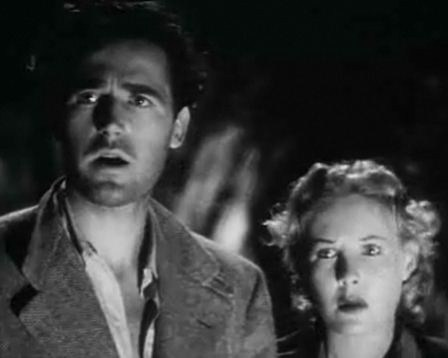
С Патриком Ноулзом в фильме «Пятеро вернувшихся назад» (1939).

| Год  | Русское название                 | Оригинальное название          | Роль                                                                                    |
| ---- | -------------------------------- | ------------------------------ | --------------------------------------------------------------------------------------- |
| 1932 | Репетиция свадьбы                | Wedding Rehearsal              | леди Мэри Роуз Роксбари (Lady Mary Rose Wroxbury)                                       |
| 1932 | Тайна Бартона                    | The Barton Mystery             | Филлис Грей (Phyllis Grey)                                                              |
| 1932 | Потоки                           | Threads                        | Олив Винн (Olive Wynn)                                                                  |
| 1932 | Где эта дама?                    | Where Is This Lady?            | Люси Клейнер (Lucie Kleiner)                                                            |
| 1932 | Столкновение                     | Collision                      | Джойс (Joyce)                                                                           |
| 1932 | Тайна флага                      | The Callbox Mystery            | Айрис Баннер (Iris Banner)                                                              |
| 1933 | Частная жизнь Генриха VIII       | The Private Life Of Henry VIII | Джейн Сеймур                                                                            |
| 1933 | Дом Трента                       | The House of Trent             | Анжела (Angela)                                                                         |
| 1933 | Действующий бизнес               | The Acting Business            |                                                                                         |
| 1933 | Наличные                         | Cash                           | Лилиан Гилберт(Lilian Gilbert)                                                          |
| 1933 | Это мальчик                      | It’s a Boy                     | Мэри Богл (Mary Bogle)                                                                  |
| 1934 | Дай ей кольцо                    | Give Her a Ring                | Карен Свенсон (Karen Svenson)                                                           |
| 1934 | Убийство в гостинице             | Murder at the Inn              | Анжела (Angela)                                                                         |
| 1934 | Свобода морей                    | Freedom of the Seas            | Филлис Харкорт (Phyllis Harcourt)                                                       |
| 1934 | Там идёт Сьюзи                   | There Goes Susie               | Мадлен Сарто (Madeleine Sarteaux)                                                       |
| 1934 | Без тебя                         | Without You                    | Молли Баннистер (Molly Bannister)                                                       |
| 1934 | Мужчина, которого я хочу         | The Man I Want                 | Марион Раунд (Marion Round)                                                             |
| 1935 | Этот маленький мир               | It’s a Small World             | Джейн Дейл (Jane Dale)                                                                  |
| 1935 | Большое радиовещание в 1936 году | The Big Broadcast of 1936      | Сью (Sue)                                                                               |
| 1935 | Скандал в колледже               | College Scandal                | Джули Френел (Julie Fresnel)                                                            |
| 1935 | Перо в её шляпке                 | A Feather in Her Hat           | Полина Андерс (Pauline Anders)                                                          |
| 1935 | Миллионы в воздухе               | Millions in the Air            | Марион Келлер (Marion Keller)                                                           |
| 1936 | Скорость                         | Speed                          | Джейн Митчелл, псевдоним Джейн Эмери (Jane Mitchell, an alias if Jane Emery)            |
| 1936 | Билет в рай                      | Ticket to Paradise             | Джейн Форбс (Jane Forbes)                                                               |
| 1936 | Любовь на спор                   | Love on a Bet                  | Паула Гилберт (Paula Gilbert)                                                           |
| 1936 | Очарован тобой                   | Under Your Spell               | Синтия Дрексель (Cynthia Drexel)                                                        |
| 1937 | Заезжал домой                    | Breezing Home                  | Флория (Floria)                                                                         |
| 1937 | Крылья над Гонолулу              | Wings Over Honolulu            | Лаурели Кёртис (Lauralee Curtis)                                                        |
| 1937 | Рецепт для романтики             | Prescription for Romance       | Валери Уилсон (Valerie Wilson)                                                          |
| 1937 | Девушка с идеями                 | A Girl with Ideas              | Мэри Мортон (Mary Morton)                                                               |
| 1937 | Сколько стоит месть?             | What Price Vengeance?          | Полли Мур (Polly Moore)                                                                 |
| 1937 | Тупик                            | Dead End                       | Кей Бёртон (Kay Burton)                                                                 |
| 1938 | Я — это закон                    | I Am the Law                   | Фрэнсис 'Фрэнки' Баллу (Frances 'Frankie' Ballou)                                       |
| 1938 | Дом разносчиков газет            | Newsboys' Home                 | Гвен Даттон (Gwen Dutton)                                                               |
| 1939 | Тихоокеанский лайнер             | Pacific Liner                  | Энн Грейсон (Ann Grayson)                                                               |
| 1939 | Дневная жена                     | Day-Time Wife                  | Китти (Kitty)                                                                           |
| 1939 | Исчезнувший свидетель            | The Witness Vanishes           | Джоан Марли (Joan Marplay)                                                              |
| 1939 | Святой наносит ответный удар     | The Saint Strikes Back         | Валери Траверс (Valerie Travers)                                                        |
| 1939 | Собака Баскервилей               | The Hound of the Baskervilles  | Берилл Степлтон (Beryl Stapleton)                                                       |
| 1939 | Пятеро вернувшихся назад         | Five Came Back                 | Элис Мельбурн(Alice Melbourne)                                                          |
| 1940 | Женщины на войне                 | Women in War                   | Памела Старр (Pamela Starr)                                                             |
| 1940 | Святой берётся за дело           | The Saint Takes Over           | Рут Саммерс (Ruth Summers)                                                              |
| 1940 | Романтика В Кросс-Кантри         | Cross-Country Romance          | Диана Норт, известная как Мэгги 'Джонси' Джонс (Diane North, aka Maggie 'Jonesy' Jones) |
| 1940 | Мужчины против неба              | Men Against the Sky            | Кей Мерседес, известная как Кей Грин (Kay Mercedes, aka Kay Green)                      |
| 1940 | Кто убил тётю Мэгги?             | Who Killed Aunt Maggie?        | Салли Амблер (Sally Ambler)                                                             |
| 1941 | Покайтесь в досуге               | Repent at Leisure              | Эмили Болдуин (Emily Baldwin)                                                           |
| 1941 | Враги государства                | Public Enemies                 | Бонни Паркер (Bonnie Parker)                                                            |
| 1941 | Святой в Палм-Спрингс            | The Saint in Palm Springs      | Элна Джонсон (Elna Johnson)                                                             |
| 1941 | Дерзкий Сокол                    | The Gay Falcon                 | Хелен Рид (Helen Reed)                                                                  |
| 1942 | Свидание с Соколом               | A Date with the Falcon         | Хелен Рид (Helen Reed)                                                                  |
| 1942 | Глаза криминального мира         | Eyes of the Underworld         | Бетти Стандинг (Betty Standing)                                                         |
| 1943 | Вечность и один день             | Forever and a Day              | Эдит Тримбл-Помфрет (Edith Trimble-Pomfret)                                             |
| 1943 | Подводные сигналы                | Submarine Alert                | Агент ФБР Энн Паттерсон (FBI Agent Ann Patterson)                                       |
| 1943 | Безумие девушки                  | Follies Girl                   | Энн Мерридей (Anne Merriday)                                                            |
| 1954 | Это должно случиться с вами      | It Should Happen to You        | Гость (Guest Panelist)                                                                  |